# Роз, Николя
Аббат Николя Роз (фр. Nicolas Roze) (17 января 1745 года, Меркюре, Бургундия — 30 сентября 1819 года, Сен-Манде) — французский композитор, музыковед и член масонской ложи «Les Neuf Sœurs».

## Биография
Николя Роз пел в монастырской церкви Нотр-Дам де Бон, где был отмечен за прекрасный голос и получил хорошее начальное музыкальное образование. Ему не было ещё двенадцати лет, когда он составил мотет с оркестром. Это побудило его наставников предложить родителям, чтобы Николя начал писать музыку для короля, но родители предпочли чтобы сын окончил учёбу в колледже Бон при семинарии Отун.
В Бене он учится на магистра музыки, с 1767 по 1769 год. Закончив своё обучение он отправился в Париж, чтобы быть представленным Королевскому смотрителю музыки — Антуану Доверню. Николя Роз пишет мотет «Dixit insipiens», который вскоре исполняется на Духовном концерте в 1769 году. В том же году публикуется его первая работа — «Quatuor pour flûte et cordes en do mineur».
Проведя несколько лет в Сен-Морис де Анже, он поселился в Париже в 1775 году, где стал хормейстером в церкви Святого младенца.
В 1779 году, после конфликта с церковными властями, он посвящает себя преподаванию музыки и написанию своей системы гармонии, которая издаётся в Ля-Борде.
Его мотет «Vivat in aeternum» исполняется на коронации Наполеона I под руководством его ученика Жана-Франсуа Лесюэра.
С 1807 года до своей смерти он занимает должность библиотекаря консерватории.
Франсуа Жозеф Госсек и Этьен Ози, вместе с аббатом Розе, являются авторами первого метода публичного исполнения музыкальных произведений на серпенте.

### В масонстве
В 1778—1779 годах Николя Роз стоновится масоном и членом лож «Les Cœurs Simples» и «l'Étoile Polaire». В 1783 году он становится членом ложи «Saint Jean d'Écosse du Contrat social», а в 1786 году членом ложи «L’Olympique de la Parfaite Estime». И наконец, в 1806 году он присоединяется к ложе Les Neuf Sœurs.